# Castell de Mequinensa
El Castell de Mequinensa és un palau-castell intacte a la part alta d'un turó dominant la confluència dels rius Ebre, Segre i Cinca. Està ubicat a la localitat homònima a l'Aragó (Espanya). Fou construït pels Montcada, senyors de la baronia de Mequinensa. Data dels segles xiv i xv, encara que el 1959 el reformà considerablement l'arquitecte Adolf Florensa i Ferrer. Assenyala el punt fronterer entre Aragó i Catalunya, i entre les províncies de Saragossa i Lleida.
Malgrat que actualment és una propietat privada que pertany a la Fundació ENDESA, el règim de visites al Castell permet fer-ho els dimarts no laborables al matí. Per a això, cal posar-se en contacte amb l'Oficina de Turisme de l'Ajuntament de Mequinensa.

## Història
En origen el castell s'ha identificat amb la fortalesa musulmana descrita pel cronista àrab Edridi amb el nom de Miknasa que deia d'ella que era "petita, de forta aspecte i es troba en les fronteres del Andalus".
Alfons II d'Aragó va cedir a Ermengol VII d'Urgell l'any 1192 la vila de Mequinensa i el castell, passant a partir del segle xiii a domini de la família Moncada que el 1581 va rebre el títol de Marquesat d'Aitona i en 1722, per extinció de la seva línia directa, els seus senyorius van recaure en el ducat de Medinaceli.
Durant la rebel·lió catalana contra Felip IV va ser una fortalesa de primera línia on va poder refugiar-se l'exèrcit reial, derrotat pel franc-català de Charcot (1644). A la guerra de la Independència espanyola el castell va ser atacat per tropes franceses al llarg de 1808 i 1809 i va capitular davant el general Suchet després d'una llarga lluita l'any 1810. El nom de Mequinensa apareix a l'Arc de Triomf de la plaça L'Etoile i figura entre els noms de les places fortes: Nàpols, Plaisance, Madrid i Mequinensa. L'any 1816 el rei Ferran VII va reincorporar Mequinensa i el seu castell a la Corona com aquarterament militar. Després de la guerra civil, el 1939, el castell va quedar sense guarnició i es va abandonar. En l'actualitat pertany a la Fundació Endesa i només és visitable els dimarts prèvia trucada a l'ajuntament. Es troba en molt bon estat de conservació.

## Descripció

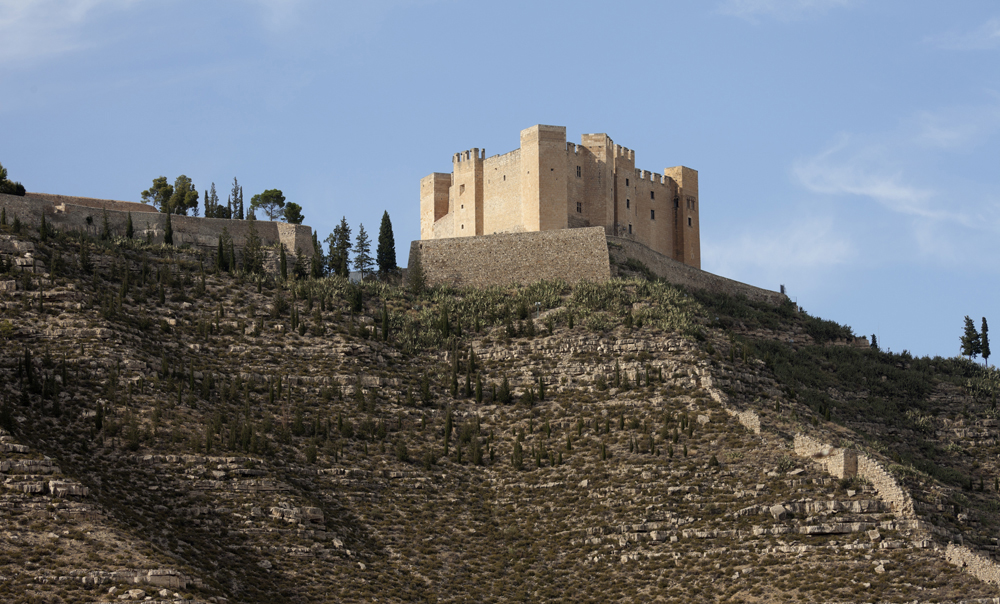
Castell de Mequinensa.

Castell gòtic de finals del segle xiv i principis del XV encara que en haver estat en ús fins a la primera meitat del segle xx, les fortificacions exteriors atenen característiques de l'arquitectura militar moderna.

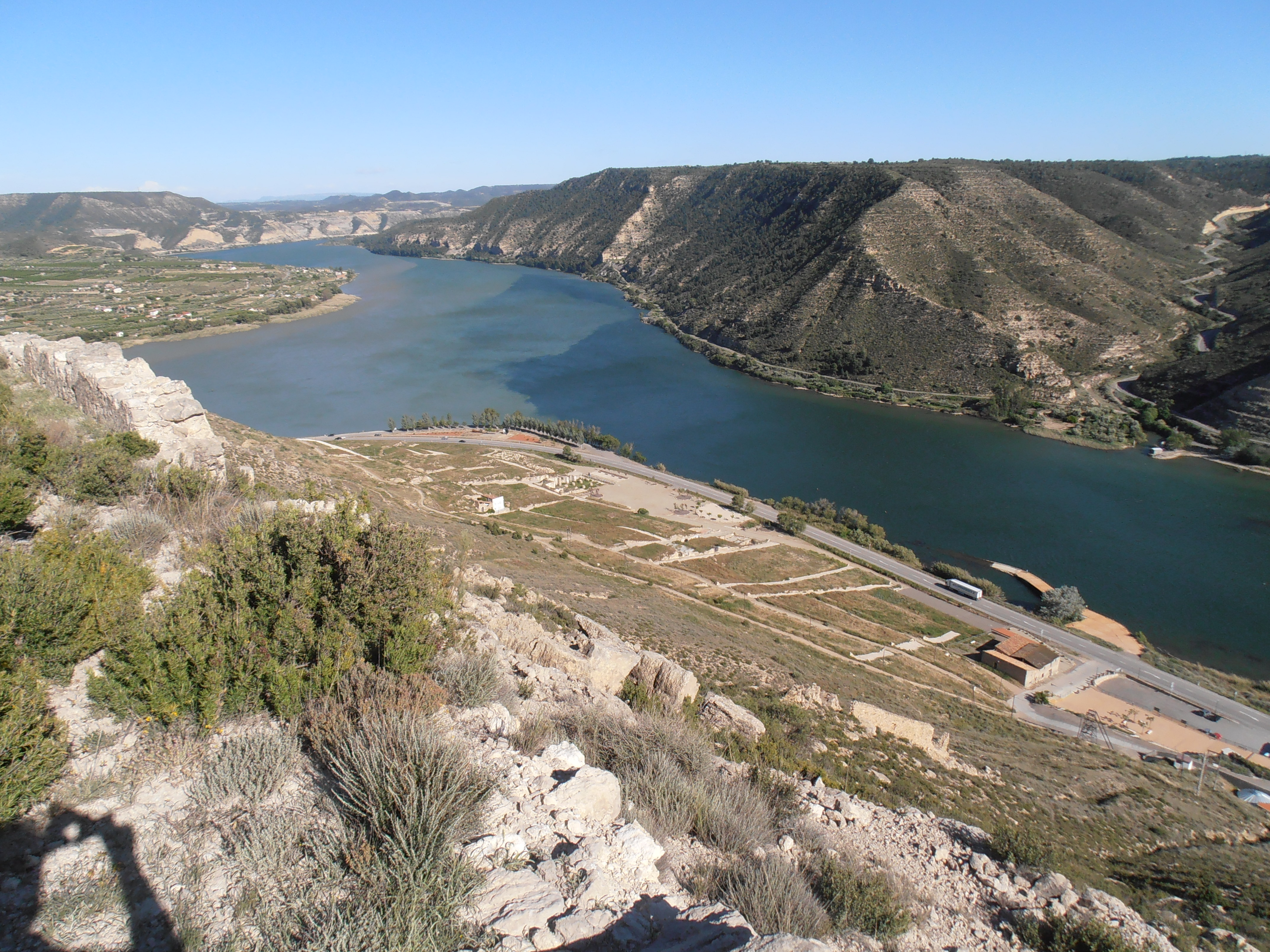
Vista de la confluència dels rius Ebre, Segre i Cinca des del Castell de Mequinensa.

Fins a l'arribada dels temps moderns, la vila i el castell de Mequinensa van formar un conjunt únic. Les muralles del castell no es van limitar a circumscriure o aixoplugar les construccions militars situades al cim escarpada sinó que, com indicava Quadrado "els murs de la seva mola es desprenen i baixen cap a l'Ebre per abraçar folgadament a la població".  En aquells temps, cal pensar que la població se situava entre muralles i després de la desaparició d'aquestes, va créixer i es va expansionar considerablement sempre a la vora de l'Ebre. Les lluites que va haver de patir constamentent el castell i la població van fer que aquests no poguessin expansionar i embellir-, tots dos víctimes d'incendis i saquejaments, durant les invasions sarraïnes, durant les lluites medievals i durant el setge francès a la Guerra de la Independència.
El castell-palau és de forma quadrangular irregular, amb sis torres rectangulars i una setena que és pentagonal que és fruit d'una reforma del segle xvii. Dues de les torres guarden l'entrada. El castell es troba sobre un esperó de 185 m de desnivell albirant la confluència dels rius Segre, Cinca i Ebre. Està protegit al vessant sud per una escarpada vessant en la qual són visibles les restes d'una muralla que baixa buscant cap al riu i al costat nord la protecció prové d'un fossat artificial.
L'accés al castell es realitza pel seu flanc meridional, a través d'una porta amb arc de mig punt protegida per dues torres. A la porta es conserva el blasó dels Montcada. L'interior s'organitza al voltant d'un pati descobert sobre el qual s'articulen les dependències i amb aljub excavat a la roca. Al sud té tres arcades apuntades i en l'ala nord conserva una escala que condueix a la segona planta, on hi ha la sala d'armes coberta per volta de canó apuntat. En l'ala oest hi ha la gran sala, que conserva els massissos arcs diafragmes que sustentaven el sostre de bigues, sent el lloc on s'ubicava l'antiga capella.

## La reconquesta
L'any 1133 la població, en mans dels àrabs, és conquerida per Alfons I el Batallador, rei d'Aragó. Novament, la població és reconquistada pels sarraïns i finalment va ser conquerida definitivament per Ramon Berenguer IV l'any 1185. Alfons II d'Aragó en casar-se amb Sança d'Aragó va donar a aquesta com a peça de la seva real estimació la vila de Mequinensa. Més tard,l'any 1192, el mateix rei la cedeix a Ermengol, comte d'Urgell. Del Domini dels Comtes d'Urgell va passar el castell i la vila de Mequinensa al de Ramon Guillem de Montcada i per successió hereditària, va passar als marquesos d'Aitona i després als Ducs de Medinaceli.

## Presó del Príncep de Salern
El castell de Mequinensa va ser mansió l'any 1288 de Carles II d'Anjou Príncep de Salern, fill de Carles d'Anjou, rei de Nàpols i Sicília, donat com a ostatge per Alfons III als seus barons.
Alfons III va fer presoner al citat Príncep de Salern quan el pare d'aquest disputava a aquell la Corona de Sicília, després que havia estat desposseït d'ella en les famoses vespres sicilianes i atribuït aquell regne a la Casa d'Aragó. Alfons va tancar-lo pres, inicialment al castell de Monclús, però veient la poca seguretat que oferia per la proximitat amb França, el va portar al castell de Mequinensa fins que va ser posat en llibertat l'any 1288 en compliment del tractat de Canfranc. Una de les condicions imposades era que la Provença cauria sota el vassallatge de Alfons III si Carles d'Anjou incomplia allò al que se li obligava. Fra Miguel de Sales indicava la importància del Castell de Mequinensa, ja que "a un príncep tan gran no se li donaria Palau que no fos proporcionat a la grandesa i sobirania de la seva persona". 

## Setge de Mequinensa durant la Guerra de la Independència
El Castell de Mequinensa va patir diversos embats a començament de segle xix amb la Guerra del Francès i la invasió napoleònica. En aquell moment, Madoz destaca que la pobació va formar "companyies senceres amb la seva joventut que es trobaven en els memorables setges de Saragossa". Els francesos, després d'haver pres Lleida van voler fer el mateix amb Mequinensa, d'on anhelaven la possessió per considerar-la "clau estratègica del Ebre" i estar situada a una alçada dominant sobre la desembocadura dels tres rius. El mariscal Suchet, que manava en aquella zona va encomanar al general Musnier aquella missió. Però Mequinensa i el seu castell van resistir heroicament durant tres embats empresos per l'exèrcit francès durant l'any 1808. L'atac es va reprendre al juny de 1809 novament amb derrota francesa. Musnier, veient que l'operació era molt difícil per la situació estratègica defensiva del castell va decidir que obriria un camí des Torrent de Cinca que conduiria fins al ponent de Mequinensa per fer arribar als seus homes i la seva artilleria al castell. La dura operació va posar es va posar en marxa el 15 de maig de 1810 i es va allargar fins al primer de juny, temps en el qual els francesos van ocupar les posicions més importants a la vora de l'Ebre i del Segre.
El Castell es trobava en aquell moment defensat per 1.200 homes al comandament del coronel Carbó. A la nit del 2 al 3 de juny es va obrir la bretxa i en la del 4 al 5 l'exèrcit francès va aconseguir penetrar a la vila, saquejant i calant foc a moltes cases. Tres dies després, destruïdes les principals defenses del castell i sense defenses, la guarnició espanyola es va rendir, quedant presonera de guerra. La conquesta del Castell de Mequinensa va suposar una de les grans victòries al vall de l'Ebre, de manera que per la seva gran importància van decidir inscriure-la en el Arc del Triomf de París immediatament sota del nom de Madrid.

## El Castell de Mequinensa durant elseglexix

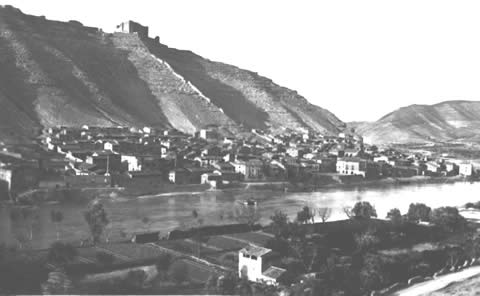
Poble Vell de Mequinensa a la vora del riu Ebre.

La fortalesa va seguir prestant posteriorment els seus serveis fins a època recent. Després de la rendició francesa, va mantenir guarnició durant el segle xix i es va veure afectat per nous avatars polítics i militars que van succeir en la història d'Espanya i especialment durant les guerres carlines. Ja havia perdut ja la seva posició de palau residencial dels Montcada i els marquesos d'Aitona i les seves dependències s'havien adaptat a les necessitats de la guerra incloent nous dormitoris, la residència del governador, magatzems d'artilleria, magatzems de fortificació, calabossos, dormitoris d'artillers, forn de pa, cementiri o diversos polvorins.
L'any 1816 hi ha constància d'una R.O. dictada pel rei Ferran VII amb data de 31 de maig de 1816 que exposa que la vila de Mequinensa sol·licita al rei posar-la sota el seu real domini. El dia 10 de gener de 1819 el corregidor de la ciutat de Fraga va passar a les Cases de l'Ajuntament i a la seva Sala Capitular per fer complir la Real Ordre a través de la qual la vila i la seva plaça passaven a ser incorporades a la Reial Corona. El Duc de Medinaceli, anterior propietari, va exigir a la corona diverses compensacions com donar possessió d'un forn de pa de coure, de diverses deveses, drets a participacions de furts i delmes, assenyalant que el senyoriu sobre la vila de Mequinensa i el Castell no pertanyien més que a la Corona. El castell de Mequinensa havia quedat en un estat d'abandó important amb l'ensorrament dels seus sostres i part de les seves muralles.